# El hombre de las pistolas de oro
El hombre de las pistolas de oro (título original: Warlock) es una película estadounidense del género western, producida y dirigida por Edward Dmytryk en 1959. Basada en una novela de Oakley Hall, la película está protagonizada por Richard Widmark, Henry Fonda y Anthony Quinn.

## Sinopsis
Warlock es una pequeña y polvorienta ciudad que se dedica a la cría de ganado y que está dominada por una banda de rufianes y malvados. Después de numerosos asesinatos, los ciudadanos eligen a Clay Blaisdell (Henry Fonda), como comisario de la ciudad. Clay es un pistolero profesional que siempre viaja con un matón llamado Tom Morgan (Anthony Quinn). Algunos ciudadanos no están de acuerdo, y prefieren un representante más legal. Por eso, solicitan uno al sherif de la ciudad más próxima, que pide voluntarios.  Johnny Gannon (Richard Widmark), que fue hasta hace poco tiempo miembro de la malvada banda, es el único que se presenta y es nombrado sheriff adjunto, un puesto paralelo al de Clay. Jessie Marlow (Dolores Michaels), conocida como el "Ángel de Warlock", se enamorará de Clay, que pronto comenzará a hacer limpieza en la ciudad enfrentándose al líder de la banda de pistoleros Abe McQuown (Tom Drake). Éste se verá obligado a rendirse ante las armas de Clay. Pero la banda no se dejará amedrentar tan rápidamente y tramarán un plan secreto para acabar con Clay para siempre y seguir cabalgando y actuando a sus anchas.

## Reparto
- Richard Widmark ... Johnny Gannon
- Henry Fonda ... Clay Blaisedell
- Anthony Quinn ... Tom Morgan
- Dorothy Malone: Lily Dollar
- Dolores Michaels ... Jessie Marlow
- Wallace Ford ... Juez Holloway
- Tom Drake ... Abe McQuown
- Richard Arlen ... Bacon
- DeForest Kelley ... Curley Burne (acreditado como De Forest Kelley)
- Regis Toomey ... Skinner
- Vaughn Taylor ... Henry Richardson
- Don Beddoe ... Dr. Wagner
- Whit Bissell ... Petrix
- Bartlett Robinson ... Buck Slavin